# Dusona linearis
Dusona linearis là một loài tò vò trong họ Ichneumonidae.